# Aloïs De Graeve
Aloïs De Graeve (Houthulst, 26 de enero de 1896-Amberes, 2 de julio de 1970) fue un deportista belga que compitió en ciclismo en la modalidad de pista. Ganó una medalla de bronce en el Campeonato Mundial de Ciclismo en Pista de 1922, en la prueba de velocidad individual.

## Medallero internacional
| Campeonato Mundial | Campeonato Mundial | Campeonato Mundial | Campeonato Mundial       |
| Año                | Lugar              | Medalla            | Competición              |
| ------------------ | ------------------ | ------------------ | ------------------------ |
| 1922               | París (Francia)    | Medalla de bronce  | Velocidad individual (P) |